# Karl Mildenberger
Karl Mildenberger (Kaiserslautern, 23 novembre 1937 – Kaiserslautern, 4 ottobre 2018) è stato un pugile tedesco.
Campione europeo dei pesi massimi dal 1964 al 1968, ha difeso vittoriosamente il titolo sei volte. Ha sfidato senza successo Muhammad Ali per il titolo mondiale nel settembre 1966.

## Biografia
Guardia destra, dopo undici combattimenti tutti vinti, il 7 novembre 1959 Mildenberger perse l'occasione di diventare Campione di Germania, sconfitto per Ko da Helmut Ball, alla settima ripresa. In seguito batté ai punti l'ex campione europeo Franco Cavicchi nella sua Bologna, lo statunitense Wayne Bethea e la medaglia d'oro di Melbourne 1956, Pete Rademacher. 
Combatté per la prima volta per il titolo europeo dei pesi massimi nell'aprile 1962 ma fu sconfitto dal gallese Dick Richardson, per Ko primo round. Poi, nell'aprile del 1964, Mildenberger pareggiò con il quotato statunitense Zora Folley, già avversario di Sonny Liston. 
Fu perciò designato a contendere all'italiano Santo Amonti il titolo europeo, lasciato vacante da Henry Cooper. Il 17 ottobre 1964, sul ring di Charlottenburg, mise Ko l'avversario al primo round, conquistando la cintura continentale.
Ha poi difeso il titolo europeo sul ring di Francoforte contro Piero Tomasoni, il connazionale Gerhard Zech e lo jugoslavo Ivan Prebeg, vincendo sempre ai punti in quindici riprese.
Fu quindi designato per combattere contro Muhammad Ali per il titolo mondiale dei pesi massimi nel settembre 1966. Mildenberger, sul ring di Francoforte, resisté per undici round ai colpi dell'avversario. All'ottavo round colpì Alì con un micidiale gancio al fegato, senza alcun effetto apparente sul campione in carica. Poi, a seguito di una raffica di pugni del detentore, a 1:28 del dodicesimo round, l'arbitro non poté che constatare l'impossibilità di proseguire da parte di Mildenberger e attribuì la vittoria ad Ali per Ko.
Il tedesco difese altre due volte la cintura europea. Batté nuovamente ai punti Piero Tomasoni, sempre a Francoforte. Il britannico Billy Walker, invece, pur combattendo davanti ai suoi sostenitori, alla Wembley Arena, incorse in una sconfitta per Kot al quinto round.
Nel 1967, Mildenberger partecipò al torneo organizzato dalla World Boxing Association per l'assegnazione del titolo di campione del mondo dei pesi massimi dopo che Ali era stato dichiarato decaduto per aver rifiutato l'arruolamento nell'esercito degli Stati Uniti. Al primo incontro fu sorteggiato a combattere contro Oscar Bonavena dal quale perse per una chiara decisione ai punti in dodici riprese.. Fu poi definitivamente eliminato perdendo da Leotis Martin per Ko alla settima ripresa.
Tra i due match, difese vittoriosamente il proprio titolo europeo dall'assalto del connazionale Gerhard Zech, ai punti.
Nel settembre 1968, concluse la propria carriera perdendo il titolo dei pesi massimi contro il trentaquattrenne Henry Cooper. Il britannico,  particolarmente sensibile ai colpi alle arcate sopracciliare aveva preso a sanguinare copiosamente. L'arbitro, allora, squalificò ingiustamente il campione europeo per un'inesistente testata all'ottavo round.
Dopo l'incontro, Mildenberger dichiarò che anche in caso di vittoria avrebbe abbandonato il pugilato, desiderando di farlo quando era ancora integro.